# Silene nocteolens
La hierba conejera es una especie de planta endémica de la isla de Tenerife, en el archipiélago canario. 